# Glomera dekockii
Glomera dekockii är en orkidéart som beskrevs av Johannes Jacobus Smith. Glomera dekockii ingår i släktet Glomera och familjen orkidéer. Inga underarter finns listade i Catalogue of Life.